# Estibioclaudetita
L'estibioclaudetita és un mineral de la classe dels òxids, que pertany al grup de la claudetita. Rep el seu nom de la seva composició química i la seva relació amb la claudetita.

## Característiques
L'estibioclaudetita és un òxid de fórmula química AsSbO₃. Va ser aprovada com a espècie vàlida per l'Associació Mineralògica Internacional l'any 2007. Cristal·litza en el sistema monoclínic.
Segons la classificació de Nickel-Strunz, l'estibioclaudetita pertany a «04.CB: Òxids amb proporció metall:oxigen = 2:3, 3:5, i similars, amb cations de mida mitja» juntament amb els següents minerals: brizziïta, corindó, ecandrewsita, eskolaïta, geikielita, hematites, ilmenita, karelianita, melanostibita, pirofanita, akimotoïta, romanita, tistarita, avicennita, bixbyita, armalcolita, pseudobrookita, mongshanita, zincohögbomita-2N2S, zincohögbomita-2N6S, magnesiohögbomita-6N6S, magnesiohögbomita-2N3S, magnesiohögbomita-2N2S, ferrohögbomita-2N2S, pseudorútil, kleberita, berdesinskiïta, oxivanita, olkhonskita, schreyerita, kamiokita, nolanita, rinmanita, iseïta, majindeïta, claudetita, arsenolita, senarmontita, valentinita, bismita, esferobismoïta, sil·lenita, kyzylkumita i tietaiyangita.

## Formació i jaciments
Va ser descoberta a la mina Tsumeb, a la regió d'Otjikoto, al nord de Namíbia. També ha estat descrita en altres dos indrets: les mines de Borgofranco, a Biò, a la província de Torí (Piemont, Itàlia), i a Waitschach, a Caríntia (Alemanya).